# Taraka
Taraka is een gemeente in de Filipijnse provincie Lanao del Sur in het noorden van het eiland Mindanao. Bij de laatste census in 2007 had de gemeente ruim 28 duizend inwoners.

## Geografie

### Bestuurlijke indeling
Taraka is onderverdeeld in de volgende 43 barangays:
| - Bandera Buisan - Boriongan - Borowa - Buadi Amao - Buadi Amunta - Buadi Amunud - Buadi Arorao - Buadi Atopa - Buadi Dayomangga - Buadi Dingun - Buadi Ongcalo - Bucalan - Cadayonan Bagumbayan - Caramat - Carandangan Calopaan | - Datu Ma-as - Dilabayan - Dimayon - Gapao Balindong - Ilian - Lumasa - Lumasa Proper - Lumbac Bagoaingud - Lumbac Bubong Maindang - Lumbac Pitakus - Malungun - Mangayao - Maruhom - Masolun | - Moriatao Loksa Datu - Pagalamatan - Pindolonan - Pitakus - Ririk - Salipongan - Sambolawan - Samporna Salamatollah - Sigayan Proper - Somiorang Bandingun - Sunding - Sunggod - Supangan |

## Demografie
Taraka had bij de census van 2007 een inwoneraantal van 28.196 mensen. Dit zijn 9.364 mensen (49,7%) meer dan bij de vorige census van 2000. De gemiddelde jaarlijkse groei komt daarmee uit op 5,73%, hetgeen hoger is dan het landelijk jaarlijks gemiddelde over deze periode (2,04%). Vergeleken met de census van 1995 is het aantal mensen met 11.691 (70,8%) toegenomen.

De bevolkingsdichtheid van Taraka was ten tijde van de laatste census, met 28.196 inwoners op 435,4 km², 64,8 mensen per km².